# A Kongói Köztársaság a 2016. évi nyári olimpiai játékokon
A Kongói Köztársaság a brazíliai Rio de Janeiróban megrendezett 2016. évi nyári olimpiai játékok egyik részt vevő nemzete volt. Az országot az olimpián 5 sportágban 10 sportoló képviselte, akik érmet nem szereztek.

## Asztalitenisz
Férfi
| Versenyző   | Versenyszám | Selejtező                                                         | 64-es főtábla                                  | 48-as főtábla                                          | 32-es főtábla     | Nyolcaddöntő      | Negyeddöntő       | Elődöntő          | Döntő             | Helyezés |
| Versenyző   | Versenyszám | Ellenfél Eredmény                                                 | Ellenfél Eredmény                              | Ellenfél Eredmény                                      | Ellenfél Eredmény | Ellenfél Eredmény | Ellenfél Eredmény | Ellenfél Eredmény | Ellenfél Eredmény | Helyezés |
| ----------- | ----------- | ----------------------------------------------------------------- | ---------------------------------------------- | ------------------------------------------------------ | ----------------- | ----------------- | ----------------- | ----------------- | ----------------- | -------- |
| Suraju Saka | Egyes       | Brian Afanador (PUR) · 11–8, 10–12, 9–11, 11–9, 13–11, 9–11, 7–11 | kiesett                                        | kiesett                                                | kiesett           | kiesett           | kiesett           | kiesett           | kiesett           | 65.      |
| Jianan Wang | Egyes       | Khalid Assar (EGY) · 11–9, 9–11, 11–9, 11–13, 11–4, 8–11, 11–3    | Gustavo Tsuboi (BRA) · 11–7, 11–9, 11–4, 13–11 | Kristian Karlsson (SWE) · 6–11, 11–8, 3–11, 5–11, 6–11 | kiesett           | kiesett           | kiesett           | kiesett           | kiesett           | 33.      |

Női
| Versenyző | Versenyszám | Selejtező                                  | 64-es főtábla                                                          | 48-as főtábla     | 32-es főtábla     | Nyolcaddöntő      | Negyeddöntő       | Elődöntő          | Döntő             | Helyezés |
| Versenyző | Versenyszám | Ellenfél Eredmény                          | Ellenfél Eredmény                                                      | Ellenfél Eredmény | Ellenfél Eredmény | Ellenfél Eredmény | Ellenfél Eredmény | Ellenfél Eredmény | Ellenfél Eredmény | Helyezés |
| --------- | ----------- | ------------------------------------------ | ---------------------------------------------------------------------- | ----------------- | ----------------- | ----------------- | ----------------- | ----------------- | ----------------- | -------- |
| Xing Han  | Egyes       | Ian Lariba (PHI) · 11–7, 13–11, 11–9, 11–7 | Suthasini Sawettabut (THA) · 9–11, 12–10, 11–7, 11–8, 6–11, 7–11, 9–11 | kiesett           | kiesett           | kiesett           | kiesett           | kiesett           | kiesett           | 49.      |

## Atlétika
Férfi
| Versenyző     | Versenyszám | Selejtező | Selejtező | Döntő    | Döntő    |
| Versenyző     | Versenyszám | Eredmény  | Helyezés  | Eredmény | Helyezés |
| ------------- | ----------- | --------- | --------- | -------- | -------- |
| Franck Elemba | Súlylökés   | 20,45 m   | 11.       | 21,20 m  | 4.       |

Női
| Versenyző      | Versenyszám | Selejtező | Selejtező | Selejtező | Előfutam | Előfutam | Előfutam | Elődöntő | Elődöntő | Elődöntő | Döntő   | Döntő    |
| Versenyző      | Versenyszám | Idő       | Hely.     | Össz.     | Idő      | Hely.    | Össz.    | Idő      | Hely.    | Össz.    | Idő     | Helyezés |
| -------------- | ----------- | --------- | --------- | --------- | -------- | -------- | -------- | -------- | -------- | -------- | ------- | -------- |
| Cecilia Bouele | 100 m       | 11,98     | 2.        | 2.        | 12,18    | 8.       | 58.      | kiesett  | kiesett  | kiesett  | kiesett | kiesett  |

## Cselgáncs
Férfi
| Versenyző          | Versenyszám | 32-es főtábla                   | Nyolcaddöntő      | Negyeddöntő       | Elődöntő          | Vigaszág elődöntő | Bronz- mérkőzés   | Döntő             | Helyezés |
| Versenyző          | Versenyszám | Ellenfél Eredmény               | Ellenfél Eredmény | Ellenfél Eredmény | Ellenfél Eredmény | Ellenfél Eredmény | Ellenfél Eredmény | Ellenfél Eredmény | Helyezés |
| ------------------ | ----------- | ------------------------------- | ----------------- | ----------------- | ----------------- | ----------------- | ----------------- | ----------------- | -------- |
| Deo Gracia Ngokaba | Nehézsúly   | Roy Meyer (NED) · 000(0)–100(0) | kiesett           | kiesett           | kiesett           |                   |                   |                   | 17.      |

## Ökölvívás
Férfi
| Versenyző        | Versenyszám  | Selejtező                          | Nyolcaddöntő      | Negyeddöntő       | Elődöntő          | Döntő             | Helyezés |
| Versenyző        | Versenyszám  | Ellenfél Eredmény                  | Ellenfél Eredmény | Ellenfél Eredmény | Ellenfél Eredmény | Ellenfél Eredmény | Helyezés |
| ---------------- | ------------ | ---------------------------------- | ----------------- | ----------------- | ----------------- | ----------------- | -------- |
| Dival Malonga    | Kisváltósúly | Fazliddin Gʻoibnazarov (UZB) · RSC | kiesett           | kiesett           | kiesett           | kiesett           | 17.      |
| Mpi Ngamissengue | Középsúly    | Ilyas Abbadi (ALG) · 0-3           | kiesett           | kiesett           | kiesett           | kiesett           | 16.      |

## Úszás
Férfi
| Versenyző          | Versenyszám | Előfutam | Előfutam | Előfutam | Elődöntő | Elődöntő | Elődöntő | Döntő   | Döntő    |
| Versenyző          | Versenyszám | Idő      | Hely.    | Össz.    | Idő      | Hely.    | Össz.    | Idő     | Helyezés |
| ------------------ | ----------- | -------- | -------- | -------- | -------- | -------- | -------- | ------- | -------- |
| Dienov Andres Koka | 50 m gyors  | 28,00    | 8.       | 82.      | kiesett  | kiesett  | kiesett  | kiesett | kiesett  |

Női
| Versenyző       | Versenyszám | Előfutam | Előfutam | Előfutam | Elődöntő | Elődöntő | Elődöntő | Döntő   | Döntő    |
| Versenyző       | Versenyszám | Idő      | Hely.    | Össz.    | Idő      | Hely.    | Össz.    | Idő     | Helyezés |
| --------------- | ----------- | -------- | -------- | -------- | -------- | -------- | -------- | ------- | -------- |
| Bellore Sangala | 50 m gyors  | 33,71    | 3.       | 81.*     | kiesett  | kiesett  | kiesett  | kiesett | kiesett  |

* - egy másik versenyzővel/váltóval azonos időt ért el